# TD/Canada Trust Tower

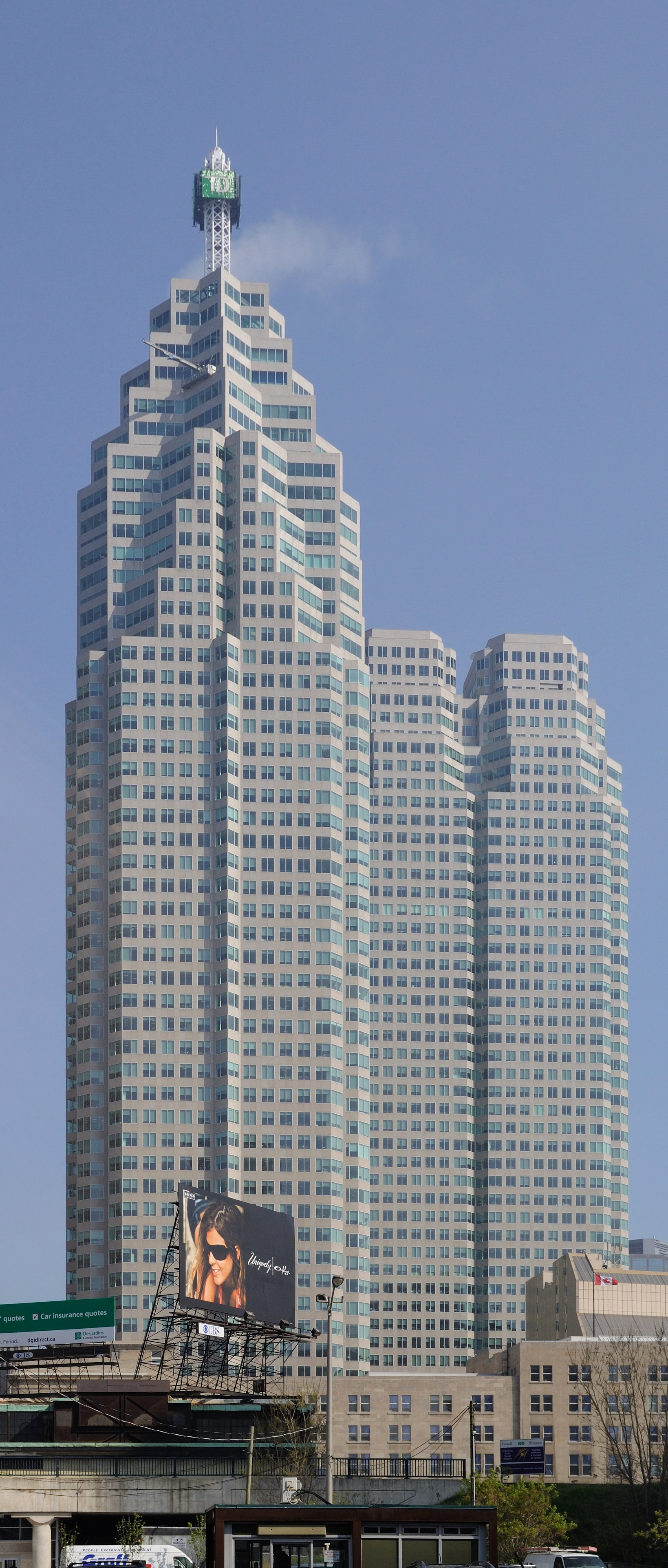
Canada Trust Tower

O TD/Canada Trust Tower é um dos arranha-céus mais altos do mundo, com 261 metros de altura (856 pés). Edificado na cidade de Toronto, Canadá, foi concluído em 1990 com 53 andares.